# 豫陕鳞毛蕨
豫陕鳞毛蕨（学名：Dryopteris pulcherrima）为鳞毛蕨科鳞毛蕨属下的一个种。